# Loch Duich
Loch Duich (schottisch-gälisch Loch Dubhthaich) ist eine Meeresbucht an der Westküste Schottlands in den Northwest Highlands. In Schottland werden diese Meeresbuchten sea lochs genannt.
Der Loch Duich wird durch die Meeresarme Loch Alsh und Loch Long gespeist. Die Bucht ist ungefähr 8,5 Kilometer lang und im Durchschnitt 1,5 Kilometer breit.
Auf einer kleinen Insel im Loch Duich in der Nähe der Ortschaft Dornie befindet sich das bekannte Eilean Donan Castle, das mit einer steinernen Fußgängerbrücke mit dem Festland verbunden ist.
Die Hauptstraße A87 führt über mehrere Kilometer am nordöstlichen Ufer entlang.

## Geschichte
Diarmaid’s Grave ist eine Steinsetzung auf einer Landzunge. Das Souterrain von Allt an Inbhir liegt an der Südseite bei Letterfearn.
Im Jahr 1719 wurden viele Gehöfte entlang der Bucht durch britische Streitkräfte niedergebrannt, kurz bevor die Schlacht von Glen Shiel zwischen britischen Regierungstruppen und einer Allianz von Jakobiten und Spaniern begann.

## Weblinks

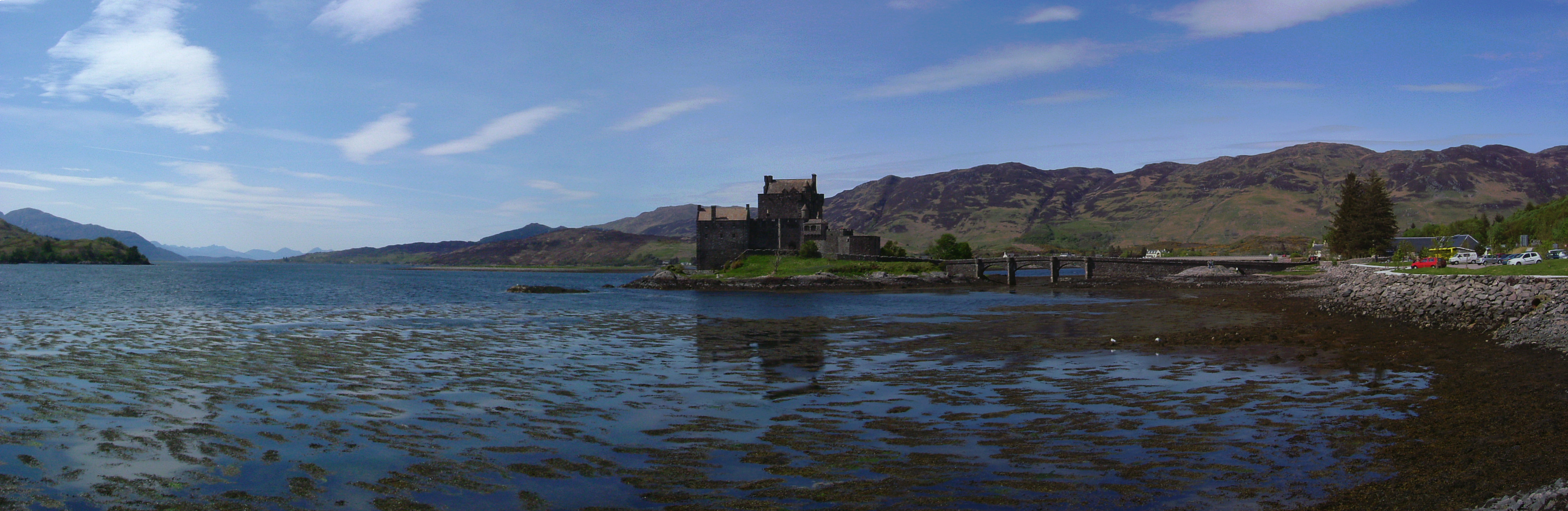
Loch Duich und Eilean Donan Castle mit den Bergen der Insel Skye im linken Hintergrund